# Arthur Auwers
Arthur Auwers tên khai sinh là Georg Friedrich Julius Arthur von Auwers (12 tháng 9 năm 1838 - 24 tháng 1 năm 1915) là nhà thiên văn học người Đức. Auwers sinh tại Göttingen.

## Cuộc đời và Sự nghiệp
Auwers theo học trường tại Đại học Göttingen rồi làm việc ở Đại học Königsberg. Ông chuyên về khoa trắc lượng học thiên thể, đã thực hiện các việc đo đạc rất chính xác các vị trí và chuyển động của các ngôi sao. Ông đã dò ra cặp sao Sao Thiên Lang và Procyon từ tác động của chúng trên sự chuyển động của ngôi sao chính, trước khi có kính viễn vọng đủ mạnh để quan sát chúng cách rõ ràng.
Từ năm 1866 ông là thư ký của Viện Hàn lâm Khoa học Phổ, và chỉ đạo các đoàn thiên văn đo sự đi qua của Sao Kim, để đo khoảng cách từ Trái Đất tới Mặt Trời được chính xác hơn, và từ đó có thể tính toán chính xác hơn các kích thước của Hệ Mặt Trời. Ông bắt đầu làm một dự án để thống nhất mọi bản đồ bầu trời, một việc bắt đầu từ danh mục các tinh vân mà ông xuất bản năm 1862.
Ông từ trần ở Berlin. Mộ của ông được bảo quản ở Friedhof I der Jerusalems- und Neuen Kirchengemeinde (Nghĩa trang số I của giáo đoàn Nhà thờ Jerusalem và Nhà thờ mới) ở khu Kreuzberg Berlin, phía nam của trạm xe điện ngầm Hallesches Tor.
Con trai ông - Karl von Auwers - trở thành nhà hóa học nổi tiếng, đã khám phá ra Auwers synthesis (chất tổng hợp Auwers).

## Vinh dự
Giải thưởng
- Hội Viên Nước Ngoài Danh Dự của Viện Hàn lâm Khoa học và Nghệ thuật Hoa Kỳ(1880)[2]
- Huy chương vàng của Hội Thiên văn học Hoàng gia  (1888)
- Huy chương James Craig Watson (1891)
- Huy chương Bruce (1899)
- Hố Auwers trên Mặt Trăng được đặt theo tên ông

### Sơ lược tiểu sử người chết
- AN 200 (1915) 185/186 (in German)
- MNRAS 76 (1916) 284
- Obs 38 (1915) 177